# トロワヴィエルジュ
トロワヴィエルジュ（Troisvierges, ルクセンブルク語: Ëlwen, ドイツ語: Ulflingen）は、ルクセンブルク北部のクレルヴォー郡にある町またはコミューンである。ルクセンブルクで1番目と2番目に標高の高いクナイフ（560 m）とブルクプラッツ（559 m）の丘がコミューン内に位置する。
コミューンの南部にあるトロワヴィエルジュの町は、2005年の時点で人口1,365人であった。コミューン内の他には、バスベレン、ドリンクランジュ、ハウトベライン、ユルダンジュ、ヴィルヴェルダンジュの町がある。
1908年12月28日までは、コミューンはかつての行政の中心地であったバスベレンとして知られていた。その日に行政の中心はバスベレンからトロワヴィエルジュの町へ移った。
トロワヴィエルジュは、第一次世界大戦の西部戦線での戦闘の開始場所となったことで知られている。1914年8月1日、ドイツ第69歩兵連隊はドイツの鉄道利用規約に違反して町の鉄道駅で下車した。故にルクセンブルクの中立を侵害した。ドイツ軍によるルクセンブルクの4年間の占領が始まった。

## 脚注

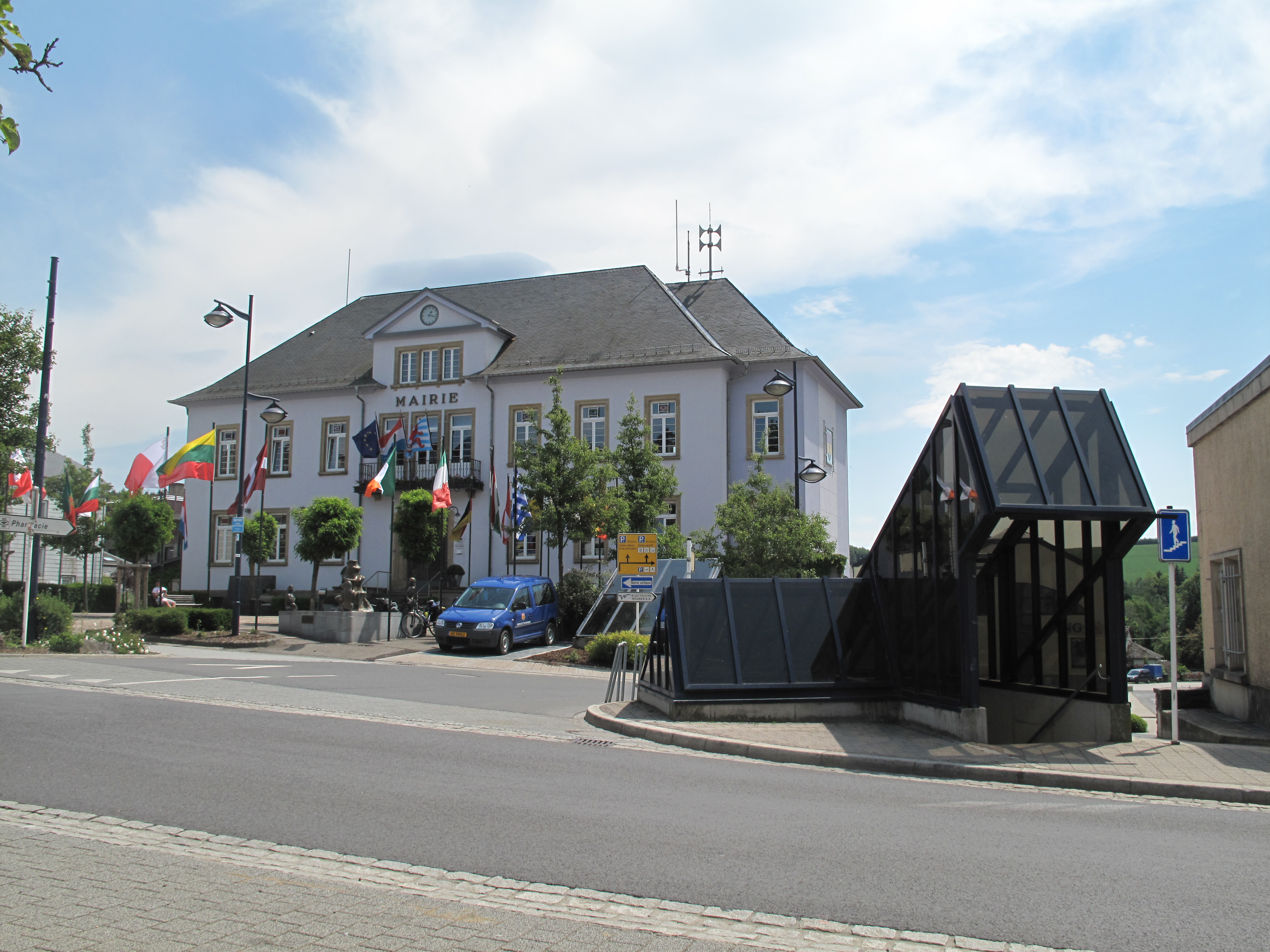
トロワヴィエルジュ町役場

## 姉妹都市
- イギリス デスボロー（英語版）